# 혼스타인 대 무어스타운 타운십
‘혼스타인 대 무어즈타운 지구'에서 블레어 혼스타인, 당시 고등학교 4학년이었던 그 사람은, 성공적으로 그녀의 학교 지구에 소송을 걸었는데, 학교 지구는 그녀가 더 높은 등급 점수 평균을 받을 수 있었다고 말했었는데, 왜냐하면 면역 체계 질환 때문에 그녀가 때때로 집에서 독학해왔기 때문에 그랬었고, 결과적으로, 더 많은 향상된 진학 과정을 그리고 더 뜸하게 적은 점수를 받는 신체적 교육 과정을 밟아왔다고 학교 지구는 말했었다. 
그녀가 가장 높은 등급을 받았고 그녀의 학급에서 일등의 명예를 공유할 필요가 없다고 주장하면서, 블레어는 단독의 졸업생 연설자가 될 권리를 얻었다.